# Búsqueda de Planetas Extrasolares Eclipsantes en la Ventana de Sagitario

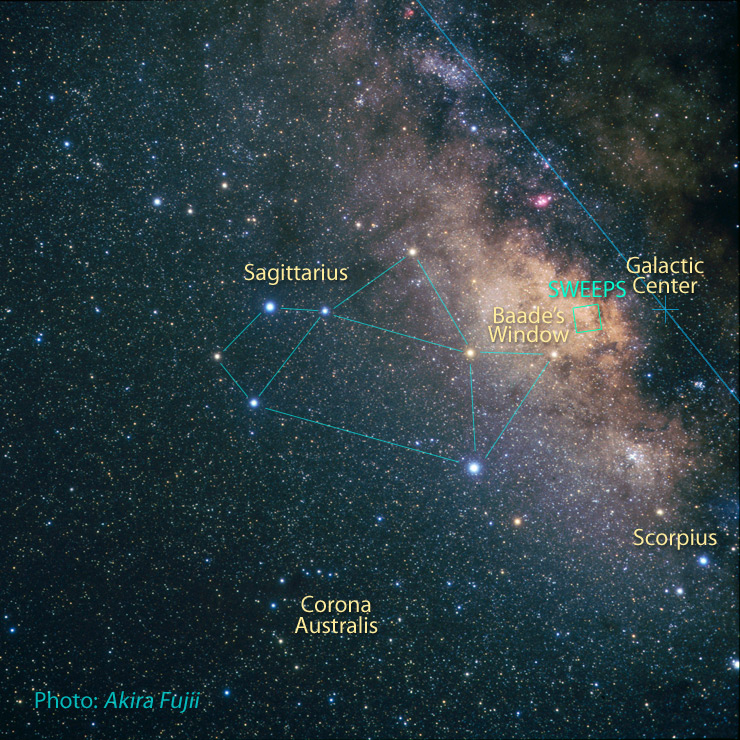
Área de búsqueda de SWEEPS.

La Búsqueda de Planetas Extrasolares Eclipsantes en la Ventana de Sagitario o del inglés Sagittarius Window Eclipsing Extrasolar Planet Search, o SWEEPS, fue un proyecto de búsqueda astronómico del 2006 utilizando la Cámara avanzada para sondeos de Canal de Campo Ancho del Telescopio Espacial Hubble para monitorear 180.000 estrellas durante siete días para detectar planetas extrasolares a través del método de Tránsito.

## Área examinada

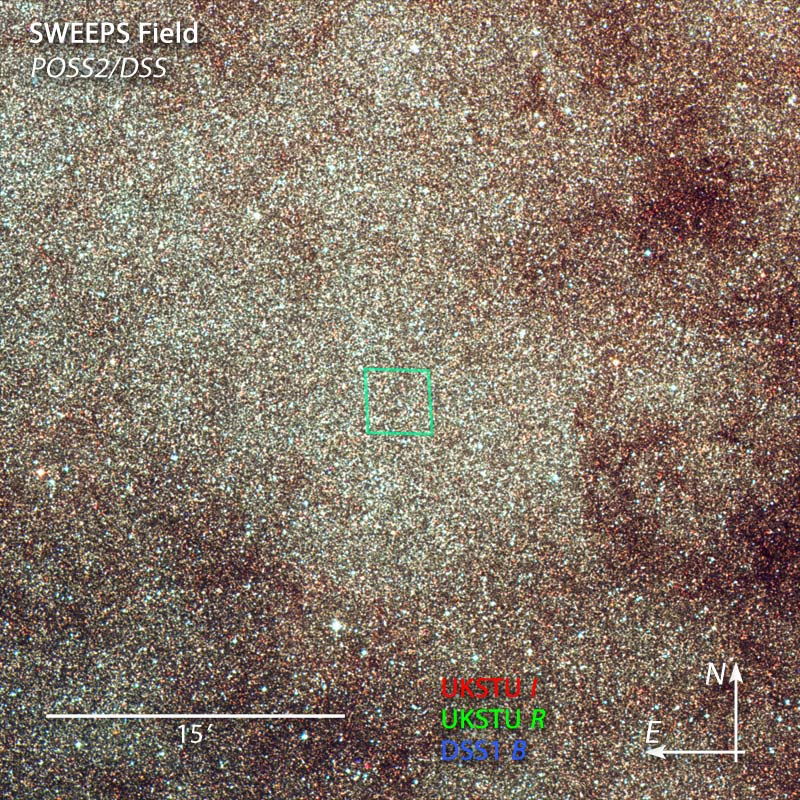
Área de la búsqueda de SWEEPS en detalle.

Las estrellas que fueron monitoreadas en este estudio astronómico se encontraban todas en la Ventana de Sagitario-I, una visión transparente poco común para estrellas del bulbo central de la Vía Láctea en la  constelación de Sagitario como nuestro punto de vista de la mayoría de las estrellas centrales de la galaxia está bloqueada por los carriles de polvo. Estas estrellas del bulbo de la región central de la galaxia se encuentran a aproximadamente 27.000 años-luz de la Tierra.

## Resultados
Dieciséis candidatos a planetas fueron descubiertos con periodos orbitales que van desde 0,6 hasta 4,2 días. Los planetas con períodos orbitales de menos de 1,2 días, no habían sido previamente detectados, y se han denominado planetas de período ultra-cortos (USPPs) por el equipo de búsqueda. Los USPPs fueron descubiertos alrededor de estrellas de baja masa lo que sugiere que las estrellas más grandes destruyeron los planetas que orbitan tan cerca o que los planetas no fueron capaces de migrar tan al interior en órbitas alrededor de estrellas más grandes.
Los planetas fueron encontrados con aproximadamente la misma frecuencia de ocurrencia como en el vecindario de la Tierra.
Los planetas SWEEPS-04 y SWEEPS-11 que orbitan estrellas que se distinguieron suficientemente de sus vecinos para que las observaciones de seguimiento utilizando el método de velocidad radial fuera posible, permitiendo que sus masas que se determine. Esta tabla se construye a partir de información obtenida de La Enciclopedia de los Planetas Extrasolares, las bases de datos SIMBAD  y que hacen referencia al artículo de Nature como fuente.